# Mahavrata

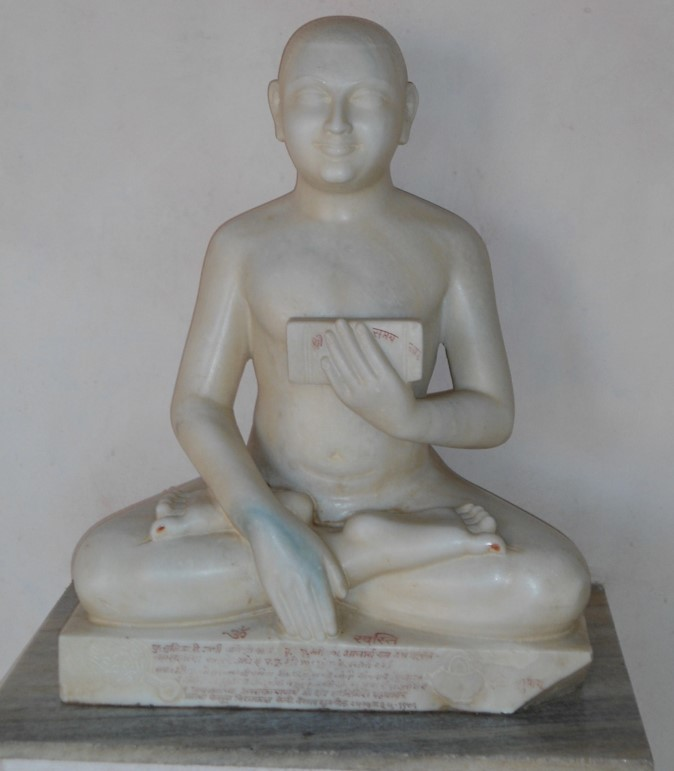
Mahavrata

Mahavrata (sánscrito, n., महाव्रत, mahāvrata, "gran voto") designa un gran voto universal entre los jainistas. Los Mahavratas individuales también se dieron a conocer a través de Mahatma Gandhi, en cuyas enseñanzas fluían las ideas jainistas.
Los monjes jainistas observan cinco votos principales (vratas):
- Noviolencia (Ahimsa)
- Verdad (Satiá)
- No robar (Asteia)
- Castidad (Brahmacharia).
- No posesión, o desapego (Aparigraja).

Los monjes jainistas viven célibes, no tienen posesiones y no están atados a ningún lugar específico. Están obligados a migrar excepto durante los cuatro meses de la temporada de lluvias. Los votos de los monjes jainistas son muy estrictos y fueron descritos en los textos clásicos como el Acharanga. Supuestamente se remontan a las enseñanzas de Mahavira .
Para los laicos que están casados y tienen propiedades, existe un conjunto similar de votos llamados anuvratas (pequeñas promesas).
En Yoga, los Yamas son muy similares a los Mahavratas.